# 干城子古城址
干城子古城址，位于宁夏回族自治区吴忠市青铜峡市干城子乡，是中华人民共和国宁夏回族自治区文物保护单位之一。
2005年9月15日，獲授宁夏回族自治区文物保护单位，是一座古遗址。